# Chinees huwelijk

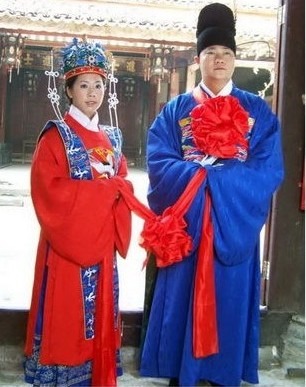
Een Chinees paar in traditionele huwelijkskledij

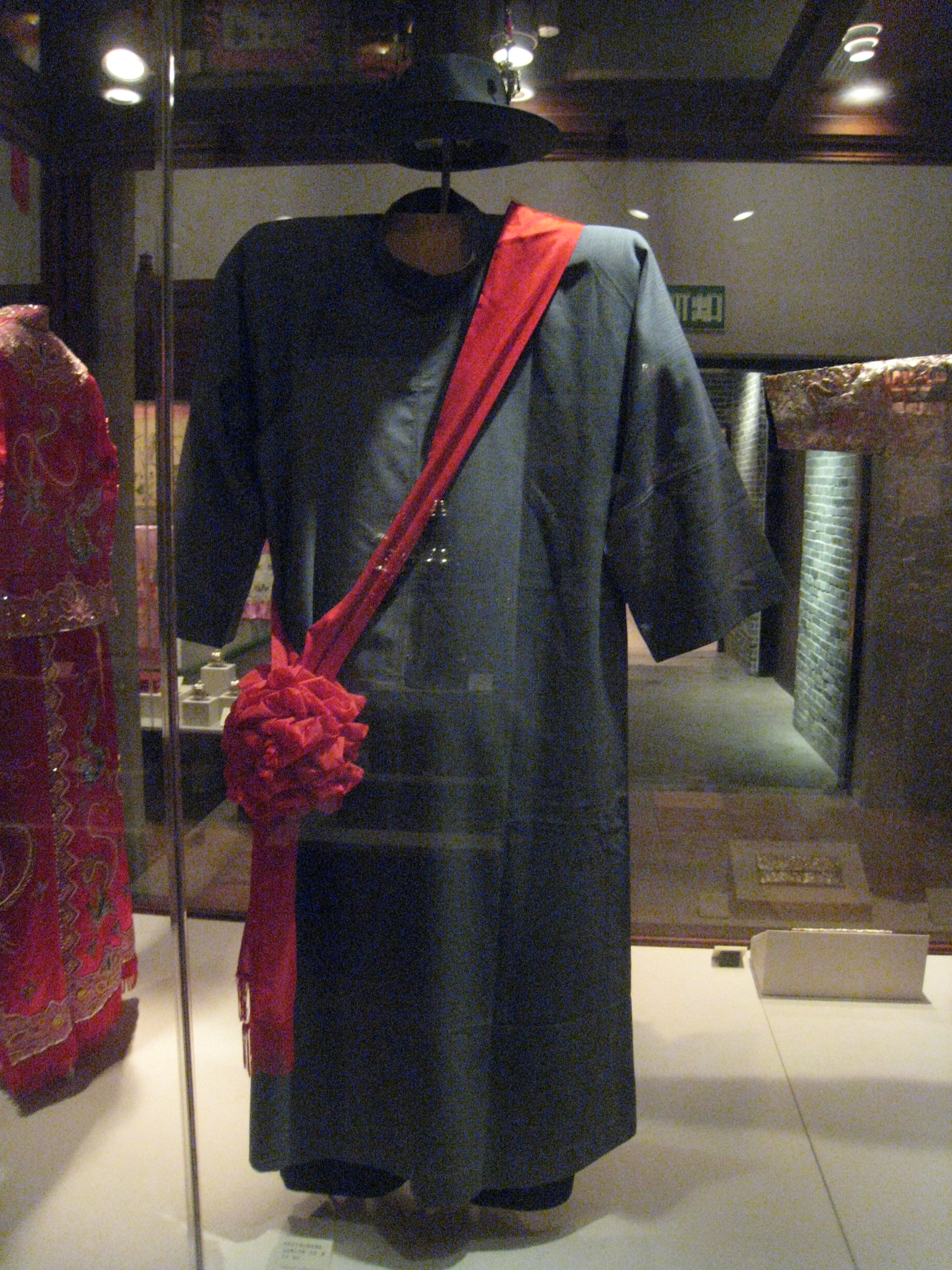
Kleding voor de man

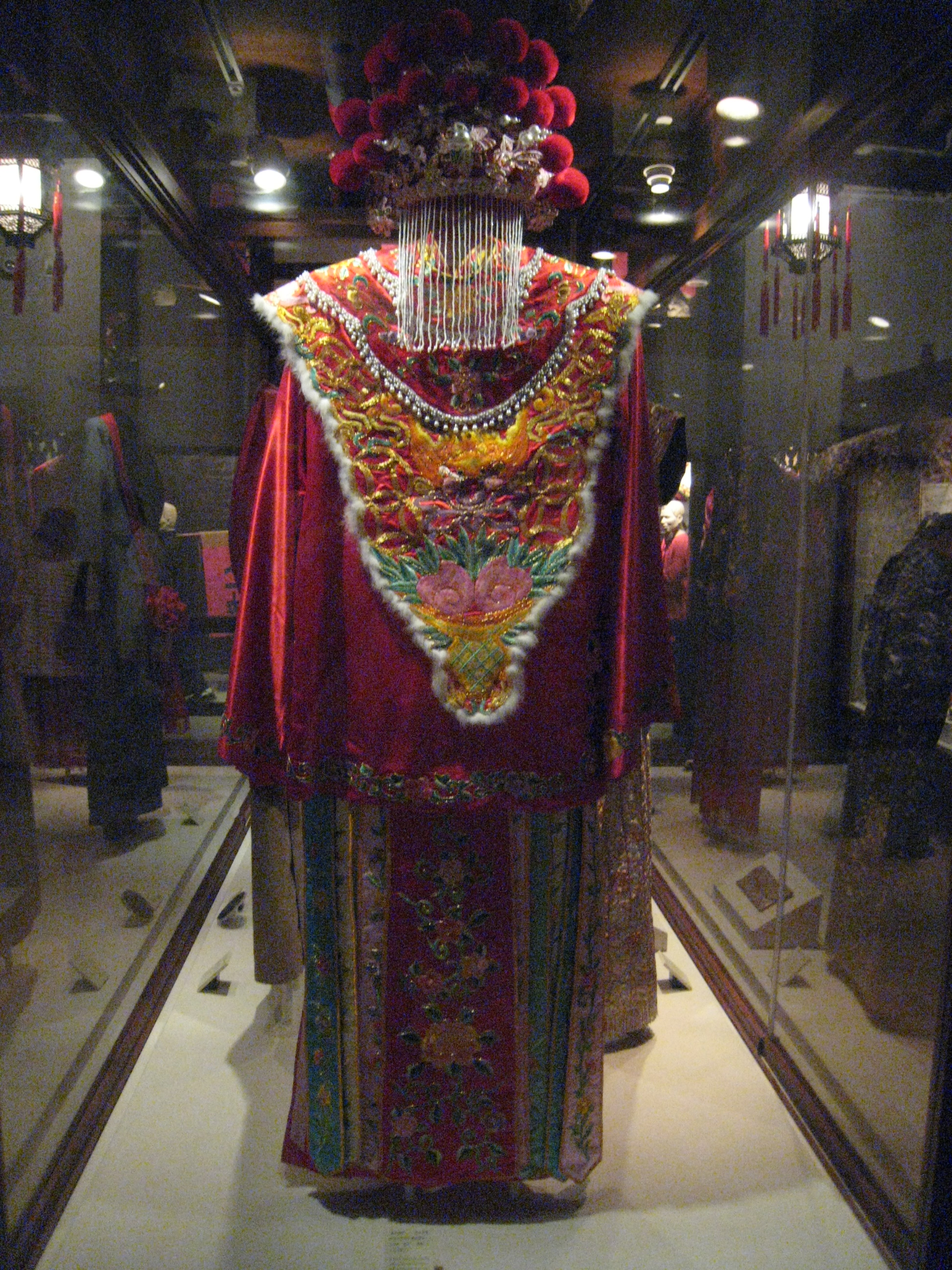
Kleding voor de vrouw

Onder een Chinees huwelijk wordt hier een huwelijk bedoeld dat verloopt volgens traditionele Chinese gewoontes en gebruiken. Het is ook meestal verbonden aan riten van traditioneel geloof, namelijk voorouderverering.
Vroeger bestond in China heel vaak het gebruik van uithuwelijking waarbij huwelijken door families werden gepland en geregeld. Er bestond hierbij geen "ik kies mijn eigen liefde". Ook waren rijke mannen meestal niet monogaam en trouwden ze meer dan één vrouw. De eerste vrouw was de belangrijkste vrouw (zeg maar: de echtgenote) en onderhield de hele familie. De andere vrouwen bezaten een lagere positie en werden vooral beschouwd als werksters in het huis. Soms had de man een favoriete, waardoor er weleens veel gekibbel en geruzie was tussen de vrouwen onderling.
Het communistische China stelt de gelijkheid tussen man en vrouw voorop en verbiedt dan ook discriminatie van de vrouw waardoor het tevens verboden is voor mannen om met meer dan één vrouw te trouwen. In het voormalige Engelse Hongkong was het hebben van meerdere vrouwen (concubines) legaal tot begin jaren zeventig van de 20e eeuw. Voor de oprichting van de Volksrepubliek was trouwen op je zestiende (als jongen) of elfde (als meisje) heel normaal.

## Symbolen
Rood staat voor geluk volgens overlevering van tradities van de Chinese cultuur en wordt daarom heel vaak gebruikt bij Chinees nieuwjaar, verjaardag, huwelijk en geboorte. Het Chinese karakter "dubbel geluk" (囍)  wordt vaak gebruikt om geluk te wensen aan het echtpaar en staat daarom ook op vele muren en deuren van gebouwen waarin het huwelijk gevierd wordt. In Chinese restaurants herkent men ze op de muur, doordat er een feniks/鳳 en een Chinese draak/龍 omheen staan. Rode gordijnen worden door Chinezen nooit gebruikt, omdat er dan wordt getwijfeld of er achter dat raam wel of niet een prostituee werkt.

## Tradities

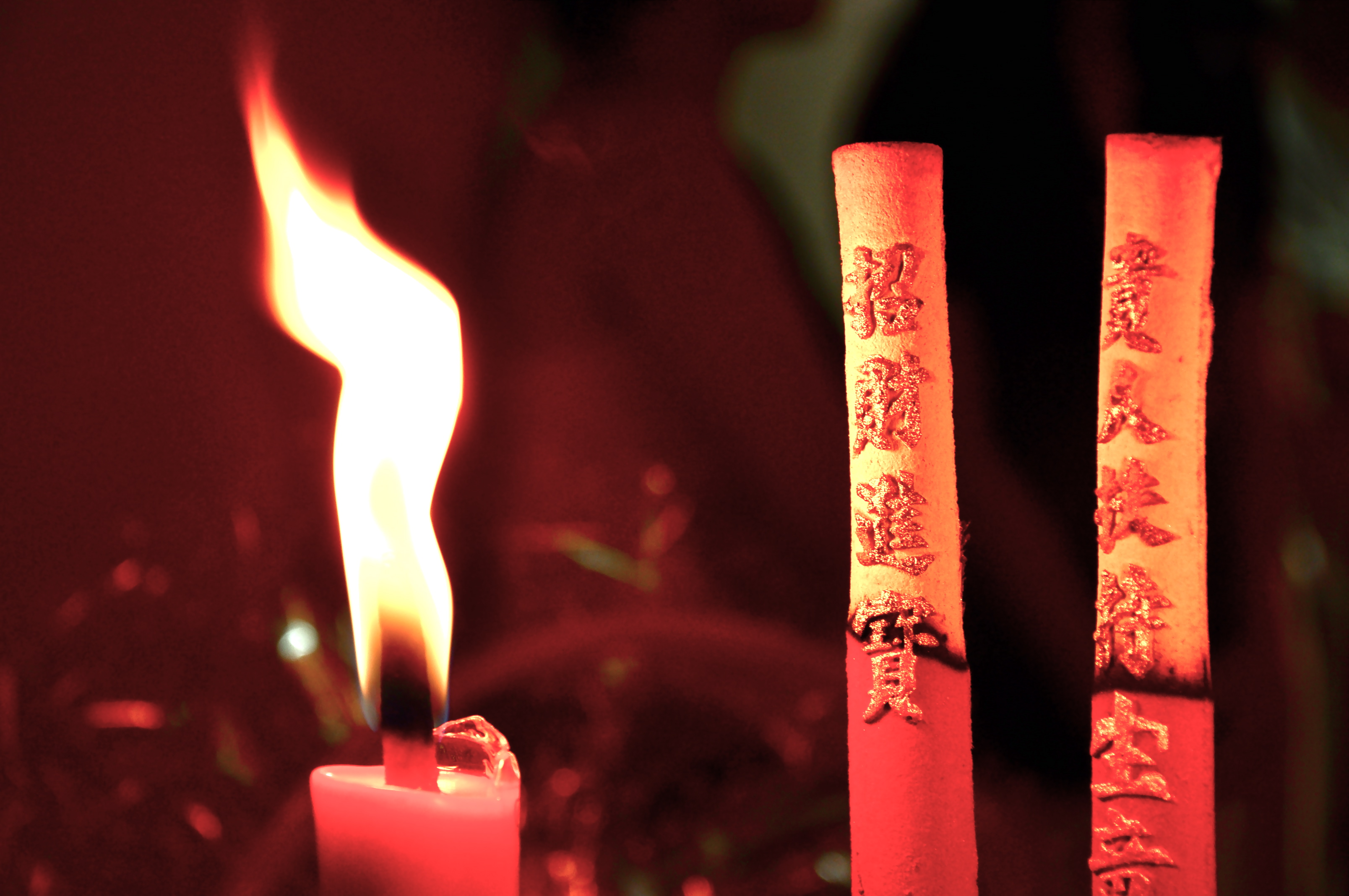
Offeren aan de voorouders

Elke streek in China heeft zijn eigen huwelijkstradities. 

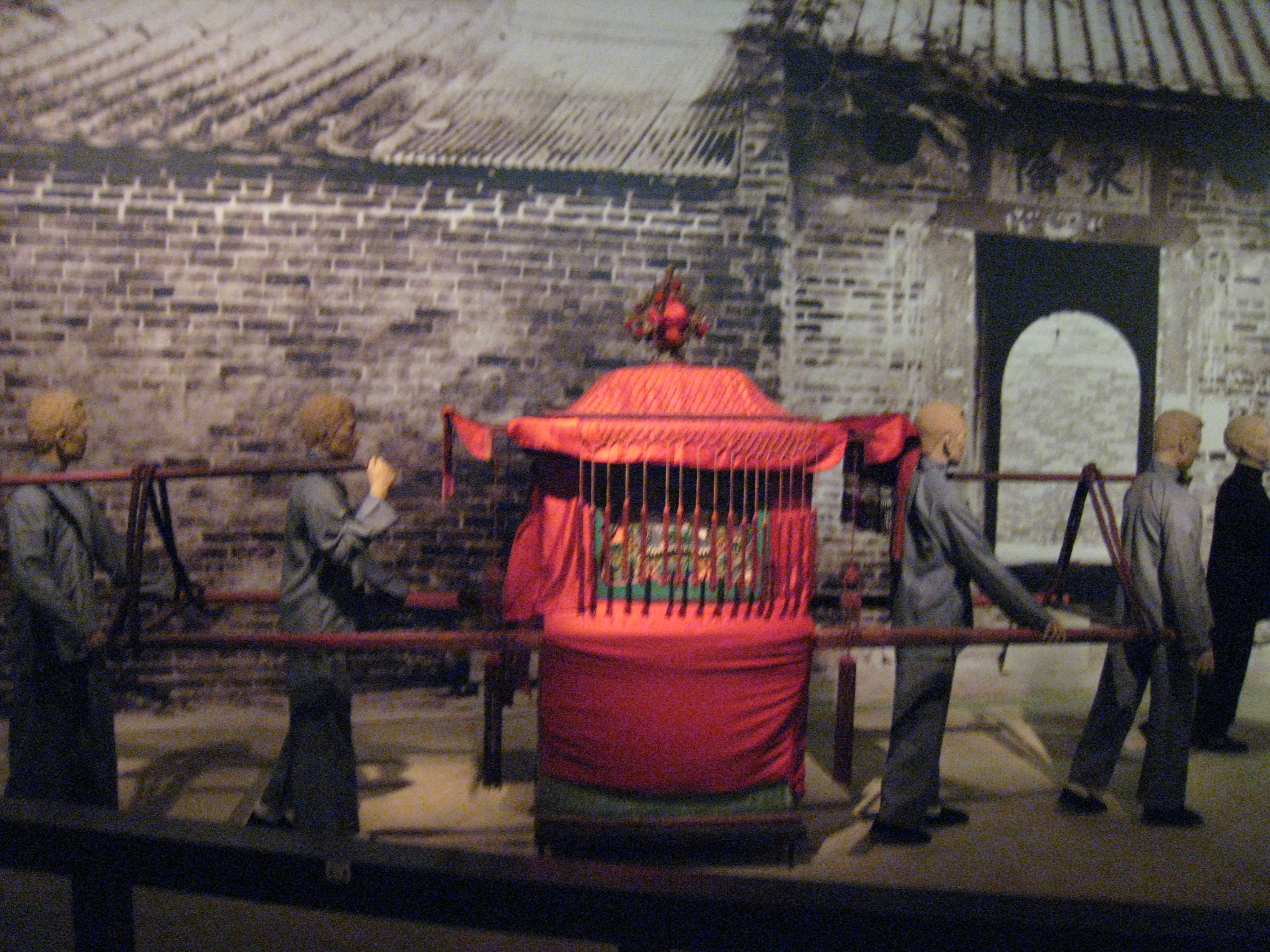
Huwelijksdraagstoel

De meeste traditionele Chinezen hanteren wel: 
1. de theeceremonie (xinliangcha, de ouders van de echtgenoot krijgen dan een kopje thee van de echtgenote, daarop krijgt de echtgenote de goedkeuring van de ouders en hongbao)
2. en het huwelijksbanket. Hierbij worden alle vrienden van de vaders van de echtgenoot en de echtgenote in een restaurant uitgenodigd.

Voor de oprichting van de Volksrepubliek waren er nog veel andere huwelijkstradities, die nu steeds minder worden gevolgd in Chinese steden. Een paar hiervan zijn: 
1. baicitang (de man en zijn vrouw branden dan wierook in de citang voor de voorouders van de echtgenoot),
2. het dragen van traditionele Chinese huwelijkskleding,
3. zitten in een huwelijksstoel (soort cabine met twee stokken aan de zijkanten die door twee mensen wordt opgetild)
4. en het inhuren van traditionele Chinese muzikanten die de hele dag muziek spelen.
5. uitdeling van rijst